# نهر ساندي الجليدي
نهر ساندي الجليدي هو نهر جليدي يقع على المنحدر الغربي لجبل هود، ولاية أوريغون، الولايات المتحدة.